# Клан Мерсер
Клан Мерсер (шотл. — Clan Mercer) — один из кланов Шотландии. Сейчас клан не имеет вождя, признанного герольдами Шотландии, поэтому этот клан в Шотландии считается «кланом оруженосцев».
- Девиз клана: «Crux Christie Nostra Corona» — «Крест Христов — наш венец».

## История клана Мерсер

### Происхождение
Название клана Мерсер происходит от французского слова мерсье. Это название профессии — так в древности называли людей, которые торговали тканями.

### XIII век
Известно два исторических документах, где клан Мерсер упоминается впервые. Эти документы касаются аббатства Келсо, в них упоминается Уильям Мерсер (шотл. — William Mercer) или ле Мерсер. Документы датируются 1200 годом.
В 1244 году Алеумнус Мерсер упоминается в договоре между Англией и Шотландией по заключению мира, рядом с другими 23 аристократами, которые были участниками переговоров короля Шотландии Александра II и короля Англии Генриха III. Алеумнус Мерсер также упоминается в документах в отношении земель Тилликолтри (шотл. — Tillicoultry) в Клакманнаншире (шотл. — Clackmannanshire), вместе с Уолтером, сыном Алана.
В английских исторических документах есть интересная история о двух Мерсер, которая позволяет рассмотреть с новой точки зрения законы того времени. В 1279 году «неизвестное лицо было поселено в Морпете, Нортумберленд, с Джеффри и Уильямом Мерсерами из Шотландии. Незнакомец в течение ночи украл у них товаров на сумму 30 шиллингов, и сбежал в Котинвуд, а затем Уильям нашел его и убил. С обоих сняты обвинения. Они могут вернуться домой, если захотят, но их имущество конфисковано.» Видимо, было вполне законно в то время в Англии и Шотландии преследовать вора и учинить над ним расправу, но они нарушили какие-то особенности законодательства относительно преследования и наказания преступника.
Другой Мерсер — Дункан Мерсер упоминается в документе 1272 года — он был свидетелем на судебном процессе, который проходил в городе Абердин. Этот самый Дункан Мерсер был свидетелем при заключении хартии Мартина Аурифабера в 1281 году.
В 1296 году Ваутер ле Мерсер — житель города Монтроз, Бернар ле Мерсер — житель города Перт и Австин ле Мерсер — житель города Роксбург, принесли оммаж королю Англии Эдуарду I, который вошел в историю как документ «Рагманские свитки».

### Ветви клана Мерсер в XIV веке
Известно два древних аристократических рода, две линии древних клана — Мерсес из Олди и Мерсес из Иннерпеффри в Стратерне.
Линия Мерсес из Олди была связана с историей города Перт. Основателем этой ветви был Томас Мерсес. В 1341 году Томас Мерсес получил заказ из Англии от короля Эдуарда III — нанять людей и лошадей за деньги для службы в Аквитании, где в то время шла Столетняя война. Во второй половине XIV века Джон Мерсер, который был богатым жителем города Перт, имел влияние на власть и был проректором учебного заведения. В 1357, 1369, 1374 и 1355 годах Джон Мерсер был комиссаром города Перт. Он присоединился к освобождению из плена короля Шотландии Давида II Брюса. Во время перемирия в 1376 году Томас Мерсер был взят в плен англичанами, но был освобожден без выкупа, что вызвало недовольство людей, которые его в плену удерживали, ибо они знали о «несметных богатствах» Томаса Мерсеса.